# Progg

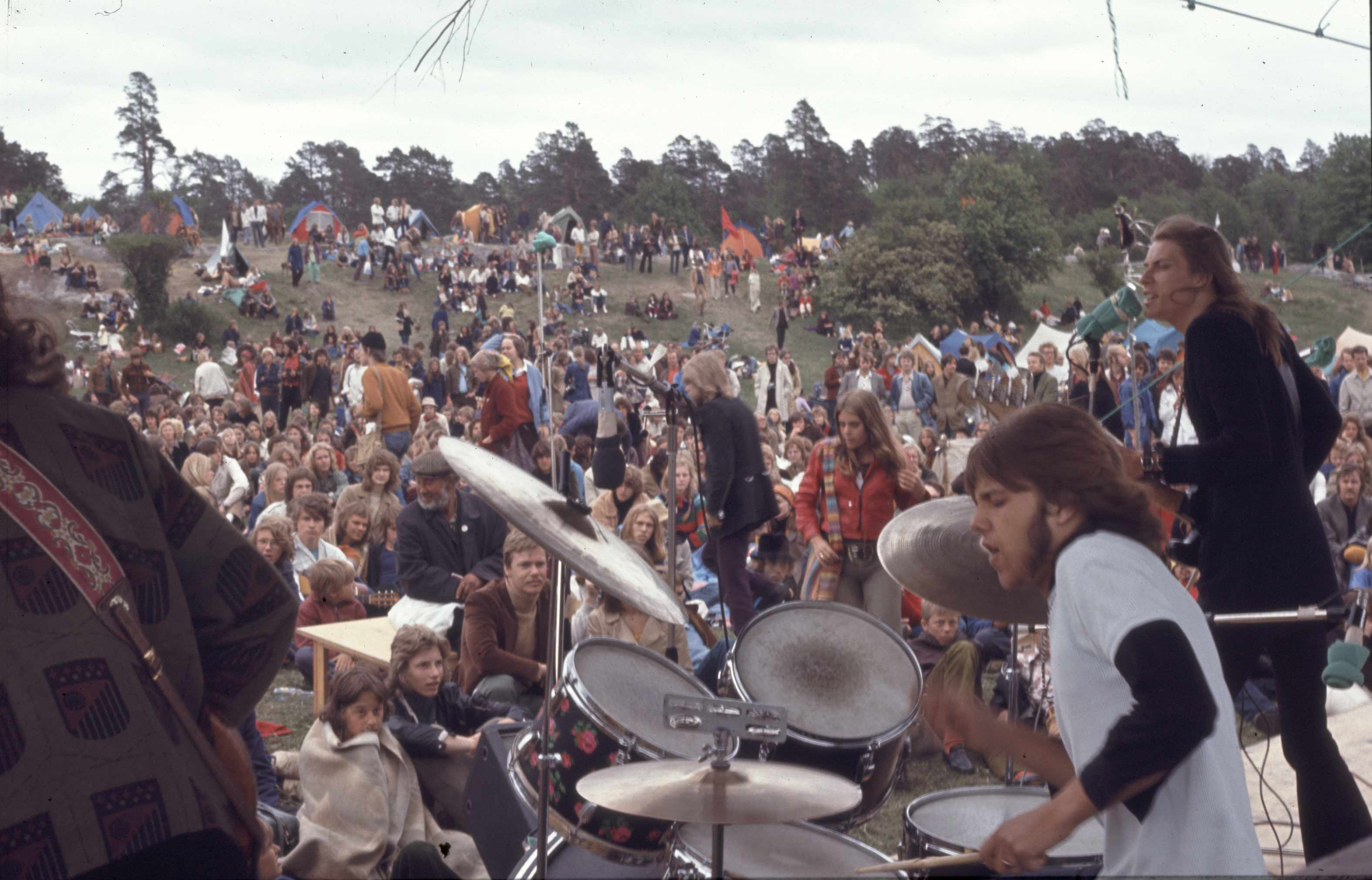
Gärdesfesten, organisé par deux fois à Stockholm en 1970, a été un lieu de rassemblement pour le Progg.

Le Mouvement musical, aussi appelé Mouvement musical suédois ou Mouvement musical progressif (en suédois : musikrörelsen, den svenska musikrörelsen ou den progressiva musikrörelsen), aujourd'hui souvent appelé Progg, est un mouvement musical fortement influencé par les révoltes de jeunes de l'année 1968, le mouvement hippie et la musique folk suédoise. Le Progg, qui a atteint son apogée au milieu des années 1970, était très hétérogène, ayant pour volonté de mettre en avant différents courant musicaux que les maisons de disques ne jugeaient pas suffisamment économiquement porteurs à produire et à diffuser. 
Avec le temps, le mouvement est de plus en plus vu comme politique, porteur d'une idéologie de gauche. Les personnes engagées dans ce mouvement, ou écoutant sa musique, sont communément appelées « proggare ».